# Implosiva uvular sorda
La implosiva uvular sorda es un sonido consonántico poco común que se utiliza en algunos idiomas hablados . El símbolo en el Alfabeto Fonético Internacional que representa este sonido es ⟨ ʛ̥  ⟩ o ⟨ qʼ↓ ⟩ . En 1993 se retiró una letra dedicada en el IPA, ⟨ ʠ ⟩ .

## Características
Su forma de articulación es oclusiva, lo que significa que se produce obstruyendo el flujo de aire en el tracto vocal. Como la consonante también es oral, sin salida nasal, el flujo de aire está completamente bloqueado y la consonante es una oclusiva.
- Su lugar de articulación es uvular, lo que significa que está articulado con el dorso de la lengua en la úvula.
- Su fonación es sorda, lo que significa que las cuerdas vocales vibran no durante la articulación.
- Es una consonante oral, lo que significa que se permite que el aire escape solo por la boca.
- Debido a que el sonido no se produce con el flujo de aire sobre la lengua, la dicotomía centro-lateral no se aplica.
- El mecanismo de flujo de aire es implosivo (ingreso glotalico), lo que significa que se produce al aspirar aire bombeando la glotis hacia abajo. Dado que se expresa, la glotis no está completamente cerrada, pero permite que una corriente de aire pulmonar escape a través de ella.

## Ocurre en
Se ha reivindicado una implosiva uvular sorda para varias lenguas mayas.
| Idioma    | Idioma    | Palabra   | AFI        | Significado   | Notas |
| --------- | --------- | --------- | ---------- | ------------- | --- |
| Kaqchikel | Kaqchikel | qʼijobʼäl | [ʛ̥iχoˈɓəɬ] | 'mira, reloj' | En la posición final de palabra, [ʛ̥] está en variación libre con [qʼ]; en otros lugares sólo aparece [ʛ̥]. |
| Mam       | Mam       | qʼootj    | [ʛ̥oːtʰχ]   | 'masa'        | |